# ブラックトップ・レコード
ブラックトップ・レコード (Black Top Records)は、1981年にノーマンSスコット、ハモンド・スコットのスコット兄弟によって設立されたルイジアナ州ニューオーリンズのレコード・レーベル。ブルース、R&Bを中心にリリースした。レーベルの第一弾リリースとなったのは、アンソン・ファンダーバーグの"Talk To You By Hand"。主要アーティストには、アール・キング、スヌークス・イーグリン、リー・ロッカー、ギター・ショーティー、ロバート・ウォードらがいる。18年に渡る活動の中で100枚以上のアルバムをリリースしたが、1999年頃その歴史に幕を閉じた。

## 歴史
同レーベルは基本的にブルースのレーベルとして出発し、ニューオーリンズR&B、アメリカン・ルーツ・ミュージックなどへと守備範囲を広げていった。埋もれている逸材を発掘することには特にたけており、ロバート・ウォード、キャロル・フラン&クラレンス・ホリモン、W.C.クラークなどは、いずれも殆ど無名であったか、あるいは長らくレコードをリリースしておらず、所在も不明であったりしたアーティストたちである。同レーベルのレコーディングには、ジョージ・ポーターJr.、デイヴィッド・トカノウスキー、ハーマン・アーネスト、サミー・バーフェクトら、ニューオーリンズの音楽シーンで活躍するミュージシャンたちを多く登用したが、マーク・カザノフらテキサス州オースティンのクラブ、アントンズのハウス・バンドのメンバーもしばしばセッションに加わった。リリース作品の大半は新録作品であったが、アール・フッカー、ハリウッド・ファッツなど、ヴィンテージものの再発も一部手がけていた。
当初、ブラックトップの製品はラウンダー・レコードによって配給されていたが、90年代半ばに同社との契約が終了すると、一時期その役割はパスポート・ミュージックへ引き継がれ、その後アリゲーター・レコードと配給契約を締結した。
1999年頃レーベルは活動を停止する。ノーマン・スコットは2002年に死去。ハモンド・スコットはレーベルの音源を売却し、その後一部の音源がヴァレーセ・サラバンデ、フュエル2000、シャウト!ファクトリーといったレーベルから再発されている。2006年には、日本のPヴァイン・レコードが同音源の権利を買い取り、数タイトルをリリースしている。

## アーティスト
- アール・キング
- アンソン・ファンダーバーグ&ザ・ロケッツ (featuring サム・マイヤーズ)
- マイク・モーガン&クロウル
- マリア・マルダー
- スヌークス・イーグリン
- ギター・ショーティー
- ロッド・ピアッツァ&ザ・マイティーフライヤーズ
- ソロモン・バーク
- キャロル・フラン&クラレンス・ホリモン
- ロバート・ウォード
- ナッピー・ブラウン
- ジェイムズ“サンダーバード”デイヴィス
- W.C.クラーク
- ゲイリー・プリミッチ
- オマー&ザ・ハウラーズ
- リー・ロッカー
- リン・オーガスト
- ジョー“ギター”ヒューズ
- ビル・カーチェン
- ジョニー・ダイアー
- リック・ホームストローム
- ロニー・アール&ザ・ブロードキャスターズ
- アル・コプリー
- グレイディー・ゲインズ
- ロン・レヴィーズ・ワイルド・キングダム
- ボビー・ラドクリフ
- ボビー・パーカー

## リリース作品一覧
ブラックトップ・レコードのリリース作品一覧を参照のこと。